# Liste der Nummer-eins-Hits in den USA (1972)
Dies ist eine Liste der Nummer-eins-Hits in den von Billboard ermittelten Charts in den USA (Hot 100) im Jahr 1972. In diesem Jahr gab es zweiundzwanzig Nummer-eins-Singles und zwölf Nummer-eins-Alben.

## Singles
| ← 1971 ← | Liste der Nummer-eins-Hits in den USA | Liste der Nummer-eins-Hits in den USA           | Liste der Nummer-eins-Hits in den USA                          | 1973 →                    |
| \| Zeitraum \| Wo. ges. \| Interpret \| Titel Autor(en) \| Zusätzliche Informationen \| \| (Zeitraum, Wochen auf Platz eins, Interpret, Titel, Autor[en], zusätzliche Informationen) \| \| \| \| \| \| ----------------------------------------------------------------------------------------- \| -------- \| ----------------------------------------------- \| ----------------------------------------------------------------- \| ------------------------- \| \| 25. Dezember 1971 – 14. Januar 1972 3 Wochen (insgesamt 3) \| 3 \| Melanie \| Brand New Key[1] Melanie Safka \| – \| \| 15. Januar 1972 – 11. Februar 1972 4 Wochen (insgesamt 4) \| 4 \| Don McLean \| American Pie[2] Don McLean \| – \| \| 12. Februar 1972 – 18. Februar 1972 1 Woche (insgesamt 1) \| 1 \| Al Green \| Let’s Stay Together[3] Al Green, Willie Mitchell, Al Jackson, Jr. \| – \| \| 19. Februar 1972 – 17. März 1972 4 Wochen (insgesamt 4) \| 4 \| Nilsson \| Without You[4] Pete Ham, Tom Evans \| – \| \| 18. März 1972 – 24. März 1972 1 Woche (insgesamt 1) \| 1 \| Neil Young \| Heart of Gold[5] Neil Young \| – \| \| 25. März 1972 – 14. April 1972 3 Wochen (insgesamt 3) \| 3 \| America \| A Horse with No Name[6] Dewey Bunnell \| – \| \| 15. April 1972 – 26. Mai 1972 6 Wochen (insgesamt 6) \| 6 \| Roberta Flack \| The First Time Ever I Saw Your Face[7] Ewan MacColl \| – \| \| 27. Mai 1972 – 2. Juni 1972 1 Woche (insgesamt 1) \| 1 \| The Chi-Lites \| Oh Girl[8] Eugene Record \| – \| \| 3. Juni 1972 – 9. Juni 1972 1 Woche (insgesamt 1) \| 1 \| The Staple Singers \| I’ll Take You There[9] Al Bell \| – \| \| 10. Juni 1972 – 30. Juni 1972 3 Wochen (insgesamt 3) \| 3 \| Sammy Davis Jr. with The Mike Curb Congregation \| The Candy Man[10] Leslie Bricusse, Anthony Newley \| – \| \| 1. Juli 1972 – 7. Juli 1972 1 Woche (insgesamt 1) \| 1 \| Neil Diamond \| Song Sung Blue[11] Neil Diamond \| – \| \| 8. Juli 1972 – 28. Juli 1972 3 Wochen (insgesamt 3) \| 3 \| Bill Withers \| Lean on Me[12] Bill Withers \| – \| \| 29. Juli 1972 – 25. August 1972 4 Wochen (insgesamt 6) \| 6 \| Gilbert O’Sullivan \| Alone Again (Naturally)[13] Gilbert O’Sullivan \| – \| \| 26. August 1972 – 1. September 1972 1 Woche (insgesamt 1) \| 1 \| Looking Glass \| Brandy (You’re a Fine Girl)[14] Elliot Lurie \| – \| \| 2. September 1972 – 15. September 1972 2 Wochen (insgesamt 6) \| 6 \| Gilbert O’Sullivan \| Alone Again (Naturally) Gilbert O’Sullivan \| – \| \| 16. September 1972 – 22. September 1972 1 Woche (insgesamt 1) \| 1 \| Three Dog Night \| Black and White[15] David I. Arkin, Earl Robinson \| – \| \| 23. September 1972 – 13. Oktober 1972 3 Wochen (insgesamt 3) \| 3 \| Mac Davis \| Baby Don’t Get Hooked on Me[16] Mac Davis \| – \| \| 14. Oktober 1972 – 20. Oktober 1972 1 Woche (insgesamt 1) \| 1 \| Michael Jackson \| Ben[17] Don Black, Walter Scharf \| – \| \| 21. Oktober 1972 – 3. November 1972 2 Wochen (insgesamt 2) \| 2 \| Chuck Berry \| My Ding-A-Ling[18] Chuck Berry \| – \| \| 4. November 1972 – 1. Dezember 1972 4 Wochen (insgesamt 4) \| 4 \| Johnny Nash \| I Can See Clearly Now[19] Johnny Nash \| – \| \| 2. Dezember 1972 – 8. Dezember 1972 1 Woche (insgesamt 1) \| 1 \| The Temptations \| Papa Was a Rollin’ Stone[20] Norman Whitfield, Barrett Strong \| – \| \| 9. Dezember 1972 – 15. Dezember 1972 1 Woche (insgesamt 1) \| 1 \| Helen Reddy \| I Am Woman[21] Helen Reddy, Ray Burton \| – \| \| 16. Dezember 1972 – 3. Januar 1973 3 Wochen (insgesamt 3) \| 3 \| Billy Paul \| Me and Mrs. Jones[22] Kenny Gamble, Leon Huff, Cary Gilbert \| – \| |                                       |                                                 |                                                                |                           |
| ← 1971 |                                       |                                                 |                                                                | → 1973 →                  |
| Zeitraum | Wo. ges.                              | Interpret                                       | Titel Autor(en)                                                | Zusätzliche Informationen |
| (Zeitraum, Wochen auf Platz eins, Interpret, Titel, Autor[en], zusätzliche Informationen) |                                       |                                                 |                                                                |                           |
| 25. Dezember 1971 – 14. Januar 1972 3 Wochen (insgesamt 3) | 3                                     | Melanie                                         | Brand New Key Melanie Safka                                    | –                         |
| 15. Januar 1972 – 11. Februar 1972 4 Wochen (insgesamt 4) | 4                                     | Don McLean                                      | American Pie Don McLean                                        | –                         |
| 12. Februar 1972 – 18. Februar 1972 1 Woche (insgesamt 1) | 1                                     | Al Green                                        | Let’s Stay Together Al Green, Willie Mitchell, Al Jackson, Jr. | –                         |
| 19. Februar 1972 – 17. März 1972 4 Wochen (insgesamt 4) | 4                                     | Nilsson                                         | Without You Pete Ham, Tom Evans                                | –                         |
| 18. März 1972 – 24. März 1972 1 Woche (insgesamt 1) | 1                                     | Neil Young                                      | Heart of Gold Neil Young                                       | –                         |
| 25. März 1972 – 14. April 1972 3 Wochen (insgesamt 3) | 3                                     | America                                         | A Horse with No Name Dewey Bunnell                             | –                         |
| 15. April 1972 – 26. Mai 1972 6 Wochen (insgesamt 6) | 6                                     | Roberta Flack                                   | The First Time Ever I Saw Your Face Ewan MacColl               | –                         |
| 27. Mai 1972 – 2. Juni 1972 1 Woche (insgesamt 1) | 1                                     | The Chi-Lites                                   | Oh Girl Eugene Record                                          | –                         |
| 3. Juni 1972 – 9. Juni 1972 1 Woche (insgesamt 1) | 1                                     | The Staple Singers                              | I’ll Take You There Al Bell                                    | –                         |
| 10. Juni 1972 – 30. Juni 1972 3 Wochen (insgesamt 3) | 3                                     | Sammy Davis Jr. with The Mike Curb Congregation | The Candy Man Leslie Bricusse, Anthony Newley                  | –                         |
| 1. Juli 1972 – 7. Juli 1972 1 Woche (insgesamt 1) | 1                                     | Neil Diamond                                    | Song Sung Blue Neil Diamond                                    | –                         |
| 8. Juli 1972 – 28. Juli 1972 3 Wochen (insgesamt 3) | 3                                     | Bill Withers                                    | Lean on Me Bill Withers                                        | –                         |
| 29. Juli 1972 – 25. August 1972 4 Wochen (insgesamt 6) | 6                                     | Gilbert O’Sullivan                              | Alone Again (Naturally) Gilbert O’Sullivan                     | –                         |
| 26. August 1972 – 1. September 1972 1 Woche (insgesamt 1) | 1                                     | Looking Glass                                   | Brandy (You’re a Fine Girl) Elliot Lurie                       | –                         |
| 2. September 1972 – 15. September 1972 2 Wochen (insgesamt 6) | 6                                     | Gilbert O’Sullivan                              | Alone Again (Naturally) Gilbert O’Sullivan                     | –                         |
| 16. September 1972 – 22. September 1972 1 Woche (insgesamt 1) | 1                                     | Three Dog Night                                 | Black and White David I. Arkin, Earl Robinson                  | –                         |
| 23. September 1972 – 13. Oktober 1972 3 Wochen (insgesamt 3) | 3                                     | Mac Davis                                       | Baby Don’t Get Hooked on Me Mac Davis                          | –                         |
| 14. Oktober 1972 – 20. Oktober 1972 1 Woche (insgesamt 1) | 1                                     | Michael Jackson                                 | Ben Don Black, Walter Scharf                                   | –                         |
| 21. Oktober 1972 – 3. November 1972 2 Wochen (insgesamt 2) | 2                                     | Chuck Berry                                     | My Ding-A-Ling Chuck Berry                                     | –                         |
| 4. November 1972 – 1. Dezember 1972 4 Wochen (insgesamt 4) | 4                                     | Johnny Nash                                     | I Can See Clearly Now Johnny Nash                              | –                         |
| 2. Dezember 1972 – 8. Dezember 1972 1 Woche (insgesamt 1) | 1                                     | The Temptations                                 | Papa Was a Rollin’ Stone Norman Whitfield, Barrett Strong      | –                         |
| 9. Dezember 1972 – 15. Dezember 1972 1 Woche (insgesamt 1) | 1                                     | Helen Reddy                                     | I Am Woman Helen Reddy, Ray Burton                             | –                         |
| 16. Dezember 1972 – 3. Januar 1973 3 Wochen (insgesamt 3) | 3                                     | Billy Paul                                      | Me and Mrs. Jones Kenny Gamble, Leon Huff, Cary Gilbert        | –                         |

## Alben
| ← 1971 ← | Liste der Nummer-eins-Alben in den USA | Liste der Nummer-eins-Alben in den USA | Liste der Nummer-eins-Alben in den USA | 1973 →                    |
| \| Zeitraum \| Wo. ges. \| Interpret \| Titel \| Zusätzliche Informationen \| \| (Zeitraum, Wochen auf Platz eins, Interpret, Titel, zusätzliche Informationen) \| \| \| \| \| \| ------------------------------------------------------------------------------ \| -------- \| ------------------ \| ---------------------- \| ------------------------- \| \| 1. Januar 1972 – 21. Januar 1972 3 Wochen (insgesamt 3) \| 3 \| Carole King \| Music[23] \| – \| \| 22. Januar 1972 – 10. März 1972 7 Wochen (insgesamt 7) \| 7 \| Don McLean \| American Pie[24] \| – \| \| 11. März 1972 – 24. März 1972 2 Wochen (insgesamt 2) \| 2 \| Neil Young \| Harvest[25] \| – \| \| 25. März 1972 – 28. April 1972 5 Wochen (insgesamt 5) \| 5 \| America \| America[26] \| – \| \| 29. April 1972 – 2. Juni 1972 5 Wochen (insgesamt 5) \| 5 \| Roberta Flack \| First Take[27] \| – \| \| 3. Juni 1972 – 16. Juni 1972 2 Wochen (insgesamt 2) \| 2 \| Jethro Tull \| Thick as a Brick[28] \| – \| \| 17. Juni 1972 – 14. Juli 1972 4 Wochen (insgesamt 4) \| 4 \| The Rolling Stones \| Exile on Main St.[29] \| – \| \| 15. Juli 1972 – 18. August 1972 5 Wochen (insgesamt 5) \| 5 \| Elton John \| Honky Château[30] \| – \| \| 19. August 1972 – 20. Oktober 1972 9 Wochen (insgesamt 9) \| 9 \| Chicago \| Chicago V[31] \| – \| \| 21. Oktober 1972 – 17. November 1972 4 Wochen (insgesamt 4) \| 4 \| Curtis Mayfield \| Super Fly[32] \| – \| \| 18. November 1972 – 8. Dezember 1972 3 Wochen (insgesamt 3) \| 3 \| Cat Stevens \| Catch Bull at Four[33] \| – \| \| 9. Dezember 1972 – 29. Dezember 1972 3 Wochen (insgesamt 3) \| 3 \| The Moody Blues \| Seventh Sojourn[34] \| – \| |                                        |                                        |                                        |                           |
| ← 1971 |                                        |                                        |                                        | → 1973 →                  |
| Zeitraum | Wo. ges.                               | Interpret                              | Titel                                  | Zusätzliche Informationen |
| (Zeitraum, Wochen auf Platz eins, Interpret, Titel, zusätzliche Informationen) |                                        |                                        |                                        |                           |
| 1. Januar 1972 – 21. Januar 1972 3 Wochen (insgesamt 3) | 3                                      | Carole King                            | Music                                  | –                         |
| 22. Januar 1972 – 10. März 1972 7 Wochen (insgesamt 7) | 7                                      | Don McLean                             | American Pie                           | –                         |
| 11. März 1972 – 24. März 1972 2 Wochen (insgesamt 2) | 2                                      | Neil Young                             | Harvest                                | –                         |
| 25. März 1972 – 28. April 1972 5 Wochen (insgesamt 5) | 5                                      | America                                | America                                | –                         |
| 29. April 1972 – 2. Juni 1972 5 Wochen (insgesamt 5) | 5                                      | Roberta Flack                          | First Take                             | –                         |
| 3. Juni 1972 – 16. Juni 1972 2 Wochen (insgesamt 2) | 2                                      | Jethro Tull                            | Thick as a Brick                       | –                         |
| 17. Juni 1972 – 14. Juli 1972 4 Wochen (insgesamt 4) | 4                                      | The Rolling Stones                     | Exile on Main St.                      | –                         |
| 15. Juli 1972 – 18. August 1972 5 Wochen (insgesamt 5) | 5                                      | Elton John                             | Honky Château                          | –                         |
| 19. August 1972 – 20. Oktober 1972 9 Wochen (insgesamt 9) | 9                                      | Chicago                                | Chicago V                              | –                         |
| 21. Oktober 1972 – 17. November 1972 4 Wochen (insgesamt 4) | 4                                      | Curtis Mayfield                        | Super Fly                              | –                         |
| 18. November 1972 – 8. Dezember 1972 3 Wochen (insgesamt 3) | 3                                      | Cat Stevens                            | Catch Bull at Four                     | –                         |
| 9. Dezember 1972 – 29. Dezember 1972 3 Wochen (insgesamt 3) | 3                                      | The Moody Blues                        | Seventh Sojourn                        | –                         |